# فلاديمير ماركوف (لاعب كرة قدم)
فلاديمير ماركوف (16 أكتوبر 1997 - ) هو لاعب كرة قدم روسي في مركز الوسط.

## وصلات خارجية
- فلاديمير ماركوف على موقع قاعدة بيانات كرة القدم.إي يو (الإنجليزية)